# سینمارا

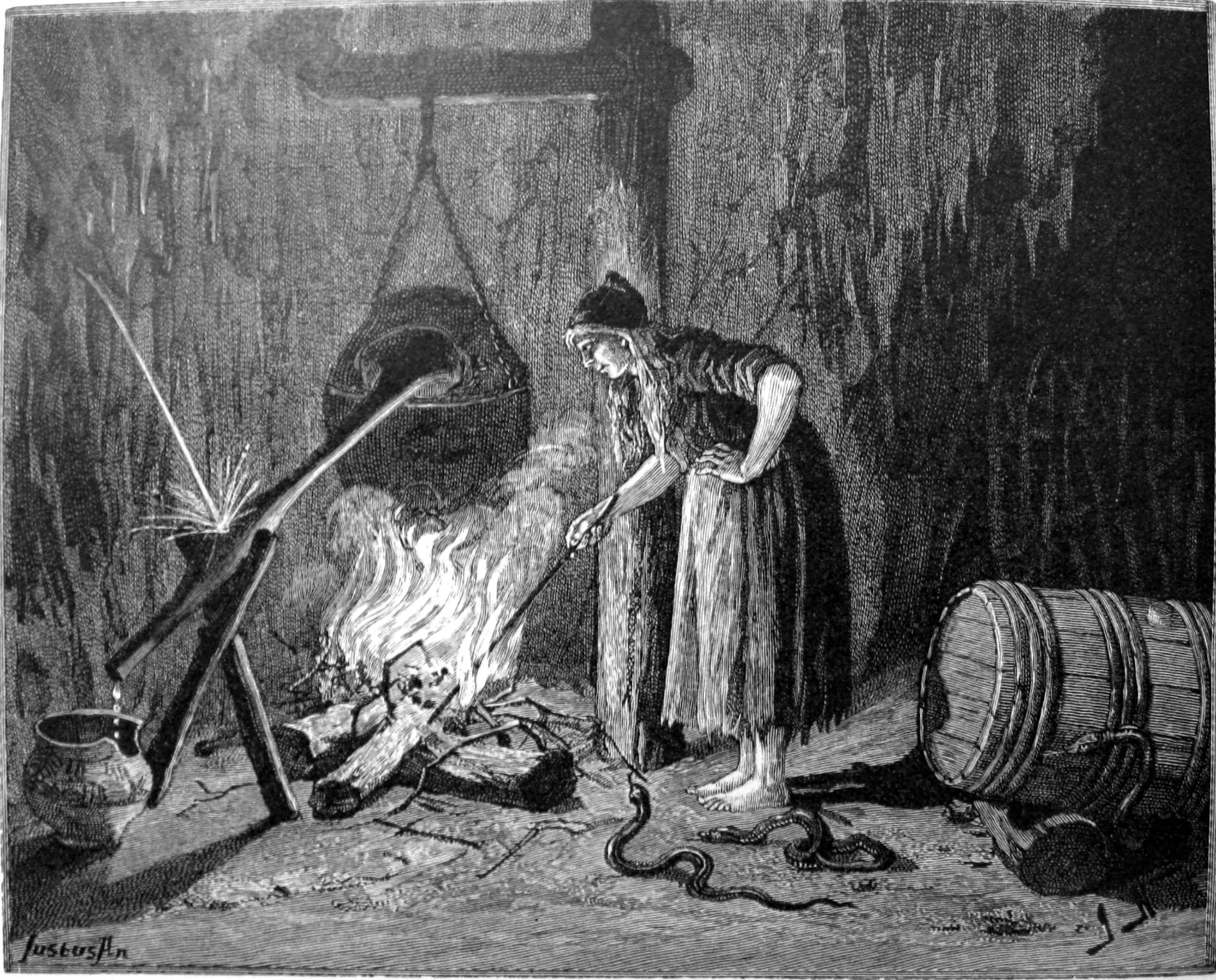
سینمارا» (1893) توسط جنی نیستروم

در اساطیر اسکاندیناوی ، سینمارا یک گیگر (غول زن) است که معمولاً همسر آتشین یوتون سورت (اسطوره) ، ارباب موسپل‌هایم ، اما همسر میمیر در نظر گرفته می شود. سینمارا تنها در شعر مشکل چندوظیفه ای تأیید شده است، جایی که از او در کنار سورت در یک بیت (اصلاح شده) یاد شده است، و به عنوان نگهبان اسلحه افسانه ای یال شیر در قطعه بعدی توصیف شده است. نظریه های مختلفی در مورد ریشه شناسی نام او و ارتباط او با دیگر شخصیت های اساطیر نورس ارائه شده است.